# 王嘉賓 (清朝)
王嘉宾，辽东人，清朝政治人物。

## 生平
顺治九年（1652年），王嘉宾接替徐萃任建宁府知府一职。顺治十一年（1654年）由潘沂接任。